# Глыбокский район
Глыбо́кский райо́н (укр. Глибоцький район, Глубокский район, рум. Raionul Adâncata) — упразднённая административная единица Черновицкой области Украины, в 2020 году включённая в состав Черновицкого района. Административный центр — посёлок городского типа Глыбокая.

## История
Образован в 1940 году. В ходе административно-территориальной реформы в Украине, в 2020 году район был упразднён, его территория вошла в состав Черновицкого района. На территории района были сформированы Волоковская, Глыбокская, Каменецкая, Карапчовская, Сучевенская, Тарашаская, Тереблеченская и Чагорская территориальные общины. Территория Коровийского сельского совета вошла в состав Черновицкой городской общины.

## Население
По данным всеукраинской переписи населения 2001 года в населении района присутствовали следующие этнические группы:
- украинцы — 46,8 %
- румыны/молдаване — 52,9 %
- русские — 1,2 %
- поляки — 0,3 %[4].